# All Is One
All Is One är Orphaned Lands femte studioalbum. Det gav ut av Century Media 24 juni 2013. 

## Medverkande musiker

### Bandmedlemmar
- Uri Zelcha – bas
- Kobi Farhi – sång, growl
- Yossi Sassi – gitarr, bouzouki
- Matan Shmuely	– trummor, slagverk
- Chen Balbus	– sologitarr, rytmgitarr, bouzouki, piano, saz, oud, xylofon, bakgrundssång

## Låtlista
1. All Is One - 04:30
2. The Simple Man - 04:53
3. Brother - 05:00
4. Let the Truce Be Known - 05:32
5. Through Fire and Water - 04:08
6. Fail - 06:03
7. Freedom - 03:17
8. Shama'im - 03:56
9. Ya Benaye - 04:37
10. Our Own Messiah - 05:16
11. Children - 07:09